# Contilly
Contilly ist eine französische Gemeinde mit 135 Einwohnern (Stand 1. Januar 2022) im Département Sarthe in der Region Pays de la Loire; sie gehört zum Arrondissement Mamers und zum Kanton Mamers.
Nachbargemeinden von Contilly sind: Les Aulneaux und Pervenchères (Département Orne) im Norden, Montgaudry (Orne) im Osten, Marollette im Süden sowie Aillières-Beauvoir und Louzes im Westen.

## Bevölkerungsentwicklung
- 1962: 245
- 1968: 241
- 1975: 192
- 1982: 162
- 1990: 172
- 1999: 161
- 2007: 153
- 2015: 141

## Sehenswürdigkeiten
- Les Buttes de la Nue, eine Motte aus dem 11. Jahrhundert
- Château de Frébourg, 19. Jahrhundert
- romanische Kirche Notre-Dame
- ehemaliges Auditoire de Justice
- Sarkophag aus dem 5. Jahrhundert